# Prajak Weangsong
Prajak Weangsong (Thai: ประจักษ์ เวียงสงค์, * 9. Januar 1969), auch als Jak bekannt, ist ein thailändischer Fußballtrainer.

## Karriere
Prajak Weangsong begann seine Trainerkarriere beim Samut Sakhon FC. Der Verein aus Samut Sakhon spielte in der zweiten thailändischen Liga, der Thai League 2. Hier stand er die Saison 2019 an der Seitenlinie. Im Februar 2021 ging er nach Laos, wo er das Traineramt beim FC Chanthabouly in Vientiane übernahm. Nach drei Spielen wurde die Lao Premier League abgebrochen. Im September 2021 kehrte er nach Thailand zurück, wo er den Drittligisten Krabi FC übernahm. Mit dem Verein aus Krabi trat er in der Southern Region der Liga an. Am Ende feierte er mit dem Verein die Meisterschaft der Region. In der National Championship, den Aufstiegsspielen zur zweiten Liga, belegte man hinter dem Uthai Thani FC den zweiten Platz und stieg in zweite Liga auf. Anfang November 2022 trat Weangsong von seinem Traineramt zurück. Im Juni 2024 wurde er als neuer Trainer beim Drittligisten Angthong FC vorgestellt. Im Oktober 2024 wurde sein Vertrag im beiderseitigen Einvernehmen gekündigt. Im gleichen Monat unterschrieb er einen Vertrag als Cheftrainer beim Drittligisten Muangtrang United FC. Mit dem Verein aus Trang spielt er in der Southern Region der Liga. Nach Saisonende 2024/25 verließ er den Verein und ging nach Nakhon Ratchasima zum Erstligisten Nakhon Ratchasima FC. Hier übernahm er das Amt des Co-Trainers.

## Erfolge
Krabi FC
- Thai League 3 – South: 2021/22
- Thai League 3 – National Championship: 2021/22  ▲